# Argyrogrammana trochilia
Argyrogrammana trochilia är en fjärilsart som beskrevs av John Obadiah Westwood 1851. Argyrogrammana trochilia ingår i släktet Argyrogrammana och familjen Riodinidae. Inga underarter finns listade i Catalogue of Life.